# Lajla (1937)
Lajla er en dansk dramafilm fra 1937, instrueret af George Schneevoigt

## Medvirkende
- Aino Taube som Lajla
- Ingjald Haaland som Aslak
- Siri Schneevoigt som Aslaks lpme
- Tryggve Larssen som Jampa, ulvejæger
- Robert Johnson som Kosti, rig lap
- Peter Höglund som Mellet, Kostis søn
- Carl Deurell som Hjort, præst
- Åke Ohberg som Anders Hjort
- Solveig Hedengran som Inger Hjort
- Finn Bernhoft som Lind, handelsmand
- Lilly Larson-Lund som Linds kone
- Ingeborg Brekke som Magga, tjenestepige
- Otto Landahl som Pastor Borg